# Kir Mlajši
Kir Mlajši (staroperzijsko 𐎤𐎢𐎽𐎢𐏁, Kūruš), sin Dareja II. Perzijskega in Parisatis, je bil perzijski princ, general in od leta 408 do 401 pr. n. št. satrap Lidije in Jonije, * neznano, † 401 pr. n. št. v bitki s svojim starejšim bratom Artakserksom II. za perzijski prestol.
Kirovo zgodovino in umik njegovih grških najemnikov opisuje Ksenofont v Kirovi anabazi. Drugo delo, ki ga je verjetno napisal Sofanet iz Stimfala, je kot vir uporabil Efor Kimski. Podatke o Kiru vsebujejo tudi Fotijevi izvlečki iz Perzike Artakserksovega zdravnika Ktezija, Plutarhova življenjepisa Artakserksa II. in Lizandra In Tukididova Zgodovina peloponeške vojne.  Omenjena dela so edini primarni viri podakov o Kiru Mlajšemu.

## Življenje
Po Ksenofontu je bil Kir Mlajši rojen po očetove prihodu na prestol leta 424 pr. n. št. Imel je starejšega brata Arsica, ki se je po prihodu na prestol tradicionalno preimenoval v Artakserksa II. Imej je tudi dva mlajša brata Ostana in Oksatra. O Kirovem otroštvu je Plutarh napisal: "Kir je že od svoje najzgodnejše mladosti pokazal nekaj trmastega in razsodnega značaja; na drugi strani je bil Artakserks v vsem  nežnejši in po naravi bolj popustljiv in mehak."
Leta 408 pr. n. št. se je Darej II. po Alkibiadovih zmagah, ki so privedle do ponovnega vzpona Aten, odločil nadaljevati vojno proti Atenam in močno podpreti Špartance. Kira Mlajšega je poslal v Malo Azijo za satrapa Lidije in Frigije Maior s Kapadokijo in poveljnika perzijskih čet, "ki so se zbrale na polju Kastoloza". Tam je Kir spoznal špartanskega generala Lizandra in v njem našel zaveznika, ki mu je bil pripravljen pomagati priti na prestol. Lizander je upal, da bo s pomočjo perzijskega princa postal absolutni vladar Grčije. Kir mu je v peloponeški vojni dal na razpolago vsa svoja razpoložljiva sredstva. Ko je Darej II. odpoklical Kira v Suzo, je Kir dal Lizandru prihodke vseh svojih mest v Mali Aziji.
Približno takrat je Darej zbolel. K sebi je poklical svoje sinove in za svojega naslednika imenoval najstarejšega sina Arsika, ki se je po imenovanju preimenoval v Artakserksa. Kir Mlajši je ostal satrap Lidije in komandant obmorskih provinc.
Darej je kmalu zatem leta 404 pr. n. št. umrl. Karijski satrap Tisafern je Artakserksu izdal Kirov načrt, da ga namerava ubiti. Kira so aretirali in ga na materino prošnjo pomilostili in poslali v njegovo satrapijo. Po Plutarhu je bil Kir zaradi aretacije ogorčen in še bolj željan priti na perzijski prestol.
Leta 405 pr. n. št. je Lizander zmagal v bitki pri Egospotamu in povečal vpliv Šparte v grškem svetu.

### Pohod proti Artakserksu II. (401 pr. n. št.)
Kir je uspel zbrati veliko vojsko in začel vojno s karijskim satrapom Tisafernom zaradi jonskih mest. Kir se je tudi pretvarjal, da je pripravil pohod proti Pizidijcem v goratem Taurusu, ki se niso nikoli uklonili perzijskim vladarjem.
Spomladi 401 pr. n. št. je Kir vse svoje sile, vključno s Ksenofontovimi  "deset tisoč" Grki, združil v vojsko in se iz Sarda odpravil na pohod, katerega cilja ni napovedal. S spretnim manipuliranjem in velikimi obljubami je premagal skrbi grških čet glede dolžine in nevarnosti vojne. S pomočjo špartanske flote petintridesetih trier pod poveljstvom Pitagore, ki jo je Šparta poslala v Kilikijo, se je preko prelazov v Nuru prebil v Sirijo. Podporo Šparte je dobil zaradi svoje podpore v peloponeški vojni neka let pred tem.
Artakserks II. je na Tisafernovo opozorilo na hitro zbral svojo vojsko. Kir je nadaljeval pohod v Babilonijo, kjer se je oktobra 401 pr. n. št. v bitki pri Kunaksi spopadel z bratovo vojsko. Na razpolago je imel 10.400 grških hoplitov, 2.500 peltastov (lahka pehota) in 10.000 vojakov iz Azije pod poveljstvom perzijskega generala Ariea. 
Kir je bitko izgubil in v njej padel. Tisafern je trdil, da ga je ubil prav on. Grki so se kljub porazu uspeli prebiti do Črnega morja.